# Huldrych Zwingli
Huldrych Zwingli (Ulrich Zwingli) (ur. 1 stycznia 1484 w Wildhaus, zm. 11 października 1531 w Kappel am Albis) – szwajcarski kaznodzieja i teolog, jeden z głównych twórców ewangelicyzmu reformowanego i przedstawicieli reformacji w Szwajcarii. Założyciel Szwajcarskiego Kościoła Reformowanego.

## Życiorys

### Młodość
Urodził się w wielodzietnej, zamożnej rodzinie chłopskiej. Jego ojciec był wolnym chłopem oraz sędzią wiejskim. Jego matka, Margaret Meili, była siostrą opata Fischingen w Turgowii. Jego wuj Bartholomäus Zwingli był księdzem Wildhausu, a później dziekanem w Wesen. Zwingli uczęszczał do szkoły w Wesen. W 1494 rozpoczął studia w Bazylei, a w 1496 w Bernie. Tam jego mistrz, Heinrich Wölflin, wzbudził w nim entuzjazm do filologii klasycznej i zamiłowanie do muzyki. Dominikanie zainteresowali się jego talentem muzycznym i prawie zachęcili go do wstąpienia do klasztoru. Jednak jego ojciec tudzież wuj zniechęcili go do tego, dlatego w 1498 zaczął studia filozoficzne w Wiedniu. Następnie w latach 1502–1504 studiował teologię w Bazylei. Mimo ukończonych studiów nadal uczył się teologii, był wtedy zainspirowany wykładami nauczyciela i reformatora Thomasa Wyttenbacha.
W pełni identyfikował się wówczas z humanizmem i renesansem, korespondował z Erazmem z Rotterdamu. W 1506, po kilkumiesięcznym kształceniu teologicznym, przyjął święcenia kapłańskie i objął parafię w Glarus. Udowodnił tam, że jest dobrym kaznodzieją, kontynuując kształcenie rozpoczął naukę greki i języka hebrajskiego, czytał Ojców Kościoła.
Dwukrotnie pełnił wówczas funkcję kapelana papieskich oddziałów zaciężnych złożonych z jego rodaków podczas wypraw do Włoch (w 1515 brał udział w bitwie pod Marignano). Nastawiło go to krytycznie do papiestwa oraz do możnych szwajcarskich, którzy trudnili się werbunkiem. Zwalczał kondotierską służbę Szwajcarów, uważał ją bowiem za szkodliwą, niemoralną i poniżającą dla obywateli kantonów szwajcarskich. Jego stanowisko wywołało wrogość w Glarusie, dlatego w 1516 został duszpasterzem w centrum pielgrzymkowym w Einsiedeln. Tam miał możliwość głoszenia kazań wielu pielgrzymom, jak i wspaniałe warunki do nauki w klasztorze. Zwingli datował potem swoje ewangelickie rozumienie Pisma Świętego na okres przejścia do Einsiedeln. Jego problemy w Glarusie nadały tym pracom znaczenie bardziej niż akademickie.

### Reformacja Zwingliego
Zwingli od razu zaczął głosić swoje nowe przekonania. Oprócz aktualnej krytyki nadużyć, nie atakował początkowo tradycyjnych postaw, zadowalając się obnażaniem regularnych fragmentów Ewangelii. W 1518 doszło do niewielkiego kryzysu odpustowego, ale dowcipna krytyka nadużyć dokonana przez Zwingliego znalazła łaskę kościelną i tytularny zaszczyt od papiestwa, z którego Zwingli czerpał także pensję kapelańską.
W 1518, mimo dużego sprzeciwu, został mianowany kaznodzieją katedry Grossmünster w Zurychu. Stanowisko to dawało mu niewielkie dochody czy wpływy, lecz duże pole do głoszenia kazań. Rozpoczął serię objaśnień Nowego Testamentu ożywianych przez jego aktualne zastosowanie. Zaraza w 1519 umocniła jego oddanie pracy duszpasterskiej. Jego własna choroba tudzież wyzdrowienie, a następnie śmierć brata w 1520, pogłębiły elementy duchowe oraz teologiczne w jego myśleniu i nauczaniu, które do tej pory były do pewnego stopnia przyćmione przez idee humanizmu. W 1520 uzyskał pozwolenie od rady miejskiej na głoszenie tzw. prawdziwych ksiąg boskich. Kazania Zwingliego przyczyniły się do wzniecenia buntów przeciwko postowi oraz celibatowi wśród księży, co uznawane jest za wstęp do reformacji w Szwajcarii w 1522. Kierując się swoim poglądem na prymat Pisma Świętego, Zwingli wygłosił słynne kazania w klasztorze w Oetenbach. Pomimo lokalnego sprzeciwu wobec wielu z jego idei, uzyskał od biskupa upoważnienie do dalszego ich głoszenia.
Pod wpływem nauki Marcina Lutra, a także w rezultacie własnych przemyśleń, a przede wszystkim studiowania Pisma Świętego przyjął reformacyjną naukę o usprawiedliwieniu z łaski Bożej przez wiarę tudzież zaczął krytykować tradycyjną obrzędowość i teologię katolicką. Podobnie jak Luter akceptował najwyższy autorytet Biblii, lecz stosował je rygorystyczniej i wszechstronniej we wszystkich doktrynach i praktykach. Obaj zgodzili się odrzucić ofiarę eucharystyczną, średniowiecznego pojęcia zmiany substancji w sakramencie. Od 1519 podjął krytykę kultu świętych, idei czyśćca, zakonów, a później także władzy papieskiej, celibatu i pojmowania mszy jako ofiary. Przez swoje działania popadał w konflikt z biskupem Konstancji. Następnie objął probostwo w Zurychu, co  uznawane jest za początek Kościoła reformowanego. W styczniu 1523 brał udział w dyspucie w zuryskim ratuszu z Johannem Faberem, na którą przygotował i opublikował 67 tzw. konkluzji (z niem. Schlußreden), dzięki czemu uzyskał wpływ na radę miejską. Co pozwoliło mu uniezależnić się od biskupa oraz zerwać ostatecznie z katolicyzmem. Po wystąpieniu z Kościoła rozpoczął organizację wspólnoty protestanckiej w Zurychu.

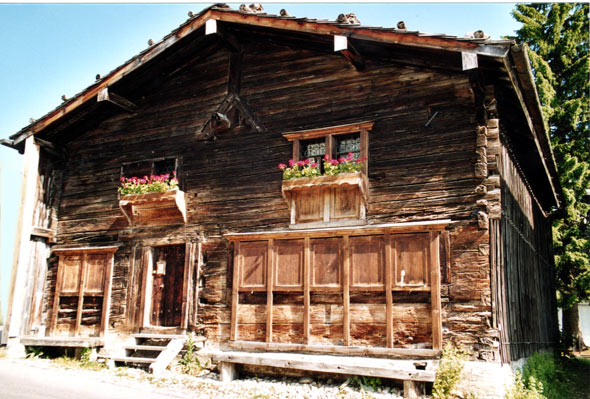
Dom, w którym urodził się Huldrych Zwingli

Jego główne twierdzenia zostały przyjęte przez większość księży w jego okręgu, w konsekwencji czego celibat duchowieństwa został naruszony. Rozpoczęto też reformę liturgiczną i opracowano plan reformy Grossmünster. Kluczową częścią jego koncepcji była odbudowa szkoły katedralnej jako szkoły podstawowej i seminarium teologicznego w celu szkolenia księży protestanckich. Kwestia usunięcia obrazów z kościołów wywołała kolejną dysputę w październiku 1523, którą wygrał Zwingli i jego najbliższy przyjaciel i współpracownik Leo Jud. Kolejne kroki podjęte w latach 1524 i 1525 obejmowały: usuwanie obrazów, likwidację organów, likwidację domów zakonnych, zastąpienie mszy świętej zwykłą posługą komunijną, reformę rytu chrzcielnego, wprowadzenie proroctw lub odczytów biblijnych, reorganizację posługi oraz przygotowanie rodzimej wersji Biblii (w 1529 wydano Nowy Testament a w 1531 pełną Biblię zuryską). Zwingli wspierał reformy nie tylko poprzez swoje kazania i wpływy w radzie, ale także poprzez swoją działalność twórczą, wydawał dzieła reformacyjne oraz komentarze biblijne. W ramach przemian porządku kościelnego w Zurychu zniesiono też celibat księży. Sam Zwingli wziął już w 1522 potajemny ślub z wdową Anną z Reinhardów Meier-Knonau. Dopiero 2 kwietnia 1524 ujawnił to małżeństwo.
Zwingli był niesłychanie aktywny prowadził: bogatą korespondencję, wygłaszał liczne kazania i wykłady teologiczne, polemizował z przeciwnikami, udzielał rad władcom. W swoich kazaniach nawoływał do zniesienia mszy świętej, usunięcia z kościołów ołtarzy i obrazów, uznania Pisma Świętego za jedyne źródło wiary, a także postulował wprowadzenie języka narodowego do liturgii oraz sekularyzację majątków zakonnych, których bogactwa miały być przeznaczone na pomoc biednym i rozwój szkolnictwa. Zwingli zdecydowanie przeciwstawiał się anabaptyzmowi.
Z Zurychu tezy Zwingliego szybko rozprzestrzeniły się na cały kanton zuryski i na sąsiednie. Pięć kantonów „leśnych”: Lucerna, Zug, Schwyz, Uri i Unterwalden, wspieranych przez uczonego teologa rzymskokatolickiego Johanna Mayera von Ecka, oparło się nowemu ruchowi, ale ważne ośrodki takie jak: Bazylea i Berno, przyjęły nauki Zwingliego. Sam Zwingli, wspomagany przez szwajcarskiego reformatora Heinricha Bullingera, wziął udział w sporze w Bernie w 1528, który rozpowszechnił zasady reformacji w całym mieście. Kantony: Bazylea, Berno i Zurych powołały Chrześcijańską Unię Obywatelską. Na podstawie tego porozumienia Bazylea została przyjęta do Konfederacji Szwajcarskiej, zawarła również wspólną deklarację wiary.

### Poróżnienie z Lutrem
Od 1525 praca Zwingliego była utrudniona przez nieporozumienia, zarówno wewnętrzne w Szwajcarii, jak i zewnętrzne z luteranami. W Zurychu powstała grupa ekstremistów niezadowolona z nauk Zwingliego, która pragnęła: zniesienia dziesięciny, zerwania związku z państwem, stworzenia czystego lub zgromadzonego kościoła prawdziwych wiernych (czyli tych, którzy doświadczyli nawrócenia zgodnie z moralnymi przekonaniami i nakazami Nowego Testamentu), a w konsekwencji zakończenia chrztu niemowląt. W styczniu i marcu 1525 odbyły się nieudane dysputy między przywódcami grup anabaptystów. Pierwsze przechrzty miały miejsce w lutym 1525. Widząc lekceważenie władzy, rada uwięziła przywódców anabaptystów, a po kolejnej, bezowocnej dyspucie w listopadzie 1525, skazała ich na karę śmierci.
Zwingli udzielał się w dysputach wśród protestantów. Jedne spory dotyczyły poglądów tzw. marzycieli teologicznych, których krytykował w licznych polemikach. Inne natomiast poruszały temat zrozumienia Wieczerzy Pańskiej. W 1524 zanegował dogmat o rzeczywistej obecności Chrystusa w Eucharystii, przez co popadł w konflikt z Lutrem, gdyż było to sprzeczne z jego naukami (reformacja wittenberska). Zwingli głosił tezę o symbolicznej obecności Chrystusa w sakramencie. Natomiast Luter był przekonany o realnej obecności Boga podczas Eucharystii, wskazywał podczas dyskusji na napisane przez siebie kredą na stole słowa Chrystusa: „To jest ciało moje”.
Dzięki landgrafowi Hesji Filipowi Wielkodusznemu w 1529 zorganizowano dysputę w Marburgu z myślą o pojednaniu we wspólnocie protestanckiej. W zjeździe uczestniczyli w nim: Luter, Zwingli i Martin Bucer. W większości kwestii osiągnięto porozumienie, lecz niezgoda pozostała w odniesieniu do obecności sakramentalnej, a Luter odmówił pojednania z Zwinglim i Bucerem.
Zwingli niewątpliwie z zadowoleniem przyjąłby porozumienie z Lutrem zarówno ze względów politycznych, jak i teologicznych, gdyż widział rosnące niebezpieczeństwo w izolacji reformujących się kantonów. Kantony leśne zorganizowały się przeciwko protestantom  i istniała realna groźba interwencji cesarskiej. W 1529 Chrześcijańska Unia Obywatelska zaatakowała kantony leśne w miejscowości Kappel. Sojusz kantonów protestanckich podejmował również próby połączenia się ze Strassburgiem i sojuszniczymi miastami reformującymi. Pomimo pomocy Hesji nie powiodły się one. Wyniki podziału były widoczne też na Sejmie w Augsburgu w 1530, na którym grupy ewangelickie przedstawiły trzy różne konfesje, w tym Fidei Ratio Zwingliego.

### Śmierć

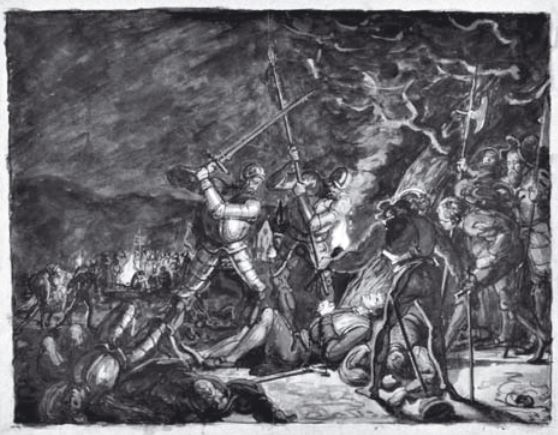
Śmierć Huldrycha Zwingliego w bitwie pod Kappel 11 października 1531; akwarela Karla Jauslina z około 1885

W wyniku braku silniejszych sojuszników Zwingli postanowił zwrócić się do Republiki Weneckiej oraz Francji, częściowo ze względu na ich polityczną wrogość wobec Świętego Cesarstwa Rzymskiego, częściowo w nadziei przekonania władców do przyjęcia wiary ewangelickiej. Jego Ekspozycja wiary z 1531 była skierowana do króla francuskiego Franciszka I Walezjusza w celu wyjaśnienia nieporozumień i pozyskania jego sympatii. Jednak starania Zwingliego zakończyły się niepowodzeniem, dlatego w 1531 wezwał zreformowane kantony do dalszej redukcji kantonów leśnych. Zamiast tego Berno zainicjowało bezużyteczną politykę sankcji gospodarczych, która sprowokowała atak kantonów leśnych na Zurych w październiku 1530. W wyniku drugiej wojny kappelskiej Zwingli, który towarzyszył siłom z Zurychu jako kapelan, zginął w trakcie bitwy pod Kappel. Podczas walki został pojmany. Przed śmiercią oferowano mu darowanie życia, o ile przystąpi do spowiedzi. Kiedy odmówił, został zabity mieczem. Następnie jego ciało zostało poćwiartowane i spalone. Miejsce, w którym zginął jest upamiętnione obecnie głazem z wyrytym napisem.
Kładł silny nacisk na boską suwerenność, choć była ona osłabiana przez łagodniejszy pogląd na grzech pierworodny i szeroką nadzieję na zbawienie. Odrzucał sakrament jako środek do uzyskania łaski i jako formę interwencji między duszą a Bogiem, co leży u podstaw pogłębionej koncepcji innych przywódców reformacji, takich jak: Bullinger, Pietro Martire Vermigli i Jan Kalwin. Mimo że akceptował władzę świecką w administracji kościelnej sprawowaną przez sobór, jego działania zapobiegły podporządkowaniu zwinglianizmu erastianizmowi oraz luteranizmowi, jak i wyczerpującym konfliktom, takim jak w Genewie.
Jego spadkobiercą duchowym stał się Jan Kalwin. Następcą Zwingliego w Zurychu został jeden z jego najbliższych współpracowników Heinrich Bullinger.

## Dzieła
- traktat O mięsie (1522)[2]
- przemówienia oetenbaskie pt. Jasność i Pewność Słowa Bożego (1522)[2]
- O wychowaniu, o chrzcie, o Wieczerzy Pańskiej[2]
- dwa Traktaty łacińskie (1525)[2]
- O Wieczerzy Pańskiej (1526)[2]
- O prawdziwej i fałszywej religii z łac. Commentarius de vera et falsa religione (1525)[1]